# Maira kollari
Maira kollari là một loài ruồi trong họ Asilidae. Maira kollari được Doleschall miêu tả năm 1857. Loài này phân bố ở miền Australasia.